# Chúc Dung (xe tự hành)
Chúc Dung (tiếng Trung: 祝融; bính âm: Zhùróng) là một xe tự hành Sao Hỏa của Trung Quốc. Đây là một phần của sứ mệnh Thiên vấn 1 tới Sao Hỏa do Cục Vũ trụ Quốc gia Trung Quốc (CNSA) thực hiện.
Tàu vũ trụ được phóng vào ngày 23 tháng 7 năm 2020 và được đưa vào quỹ đạo Sao Hỏa vào ngày 10 tháng 2 năm 2021. Tàu đổ bộ mang theo xe tự hành đã thực hiện soft landing trên Sao Hỏa vào ngày 14 tháng 5 năm 2021, đưa Trung Quốc trở thành quốc gia thứ ba có tàu vũ trụ thực hiện soft landing thành công trên Sao Hỏa và là quốc gia thứ hai thiết lập được liên lạc ổn định với tàu vũ trụ từ bề mặt Sao Hỏa, sau Hoa Kỳ.